# 돗바늘
돗바늘은 편물의 솔기를 꿰매거나 끝처리에 사용하는 굵은 바늘로, 구멍이 세로로 큼직하게 뚫려 있어 털실을 꿰기에 편리하다.